# Jan Antoni Radomicki
Jan Antoni Radomicki herbu Kotwicz (ur. 1690 w Kaliszu, zm. 27 kwietnia 1728 w Lublinie) – starosta generalny Wielkopolski w latach 1726–1728, wojewoda inowrocławski w latach 1726–1728, marszałek Trybunału Głównego Koronnego w 1727 roku, starosta międzyrzecki w 1727 roku, starosta mosiński i osiecki.
Był synem Andrzeja Aleksandra, wojewody poznańskiego i Franciszki Czarnkowskiej córki Adama Uriela Czarnkowskiego, starosty międzyrzeckiego i osieckiego. 
Przed 1712 ojciec przekazał mu starostwo osieckie. 23 lutego 1712 był marszałkiem sejmiku województw wielkopolskich w Środzie. Wybrano go wówczas na posła na sejm 1712. W czasie konfederacji tarnogrodzkiej wraz z całą rodziną stał po stronie Augusta II. W maju 1721 przebywał w Dreźnie u boku Augusta II, na sejmiku średzkim w lutym 1723 został wybrany w skład komisji skarbowej wielkopolskiej w Poznaniu, zabiegał też o urząd o strażnika koronnego. 14 stycznia 1726 stryj Maciej Radomicki zrzekł się na jego rzecz urzędu starosty generalnego wielkopolskiego. Po śmierci ojca w 1726 uzyskał starostwo mosińskie. We wrześniu 1727 został deputatem z województwa poznańskiego do Trybunału Koronnego, po czym z początkiem października jednogłośnie wybrano go w Piotrkowie na marszałka Trybunału. 19 marca 1728 zakończył piotrkowską kadencję Trybunału, 12 kwietnia był już w Lublinie, gdzie przewodniczył małopolskiej kadencji Trybunału Koronnego podczas trwania której zmarł. Pochowany został w rodzinnym majątku w Konarzewie.
Około 1720  poślubił Dorotę Bronisz, córkę Piotra Jakuba kasztelana kaliskiego. Z małżeństwa urodziło się troje dzieci: Franciszka, późniejsza żona Władysława Józefa Szołdrskiego (zm. 1757), wojewody inowrocławskiego; Anna, późniejsza żona Augustyna Działyńskiego, wojewody kaliskiego oraz Władysława Rocha Gurowskiego, marszałka wielkiego litewskiego. Jedyny syn Augustyn (1726–1728), zmarł w wieku 2 lat. Wdowa po śmierci Radomickiego wyszła powtórnie za mąż za  Stanisława Jabłonowskiego wojewodę rawskiego.